# Dongyangosaurus sinensis
Il dongyangosauro (Dongyangosaurus sinensis) è un dinosauro sauropode appartenente ai titanosauriformi. Visse all'inizio del Cretaceo superiore (circa 95 milioni di anni fa) e i suoi resti fossili sono stati ritrovati in Cina.

## Descrizione
Questo dinosauro è noto grazie a uno scheletro parziale privo di cranio. I resti comprendono numerose vertebre, dotate di caratteristiche lamine complesse sulla superficie laterale delle spine neurali, e un bacino, con il pube più corto dell'ischio.
La lunghezza complessiva dell'esemplare olotipico è stata stimata in circa 15 metri. È possibile che Dongyangosaurus fosse simile al titanosauro aberrante Opisthocoelicaudia, in quanto entrambi questi generi erano dotati di spine neurali basse e divise sulle vertebre dorsali, spine neurali sacrali basse e processi trasversali semplici sulle vertebre caudali. Dongyangosaurus, tuttavia, non ha vertebre caudali opistocele (cave posteriormente) ma anficele (cave sia anteriormente che posteriormente) e il suo pube era più corto dell'ischio. È inoltre possibile che le vertebre di Dongyangosaurus fossero notevolmente pneumatizzate.

## Classificazione
Dongyangosaurus sinensis venne descritto per la prima volta nel 2008, sulla base di un fossile rinvenuto nella regione di Dongyang, nella provincia di Zhejiang in Cina. 
Sulla base di numerose caratteristiche dello scheletro, Dongyangosaurus è considerato un sauropode evoluto appartenente ai titanosauriformi, un gruppo di sauropodi molto diffuso nel corso del Cretaceo, che comprende i veri titanosauri e altre forme come Euhelopus e i brachiosauridi. Dongyangosaurus stato avvicinato sia a Euhelopus sia a forme più derivate, come Opisthocoelicaudia; analisi più recenti (Mannion et al., 2019) indicano che potrebbe essere un titanosauro basale.
La complessità delle lamine delle vertebre di Dongyangosaurus indica che il gruppo dei titanosauriformi, nel Cretaceo superiore della Cina, era più diversificato di quanto in precedenza ritenuto.